# واسیلی کوشچکین
واسیلی کوشچکین (روسی: Василий Владимирович Кошечкин؛ زادهٔ ۲۷ مارس ۱۹۸۳) بازیکن هاکی روی یخ اهل روسیه است.
وی همچنین برندهٔ جوایزی همچون مدال نقره، مدال برنز، مدال طلا، و نشان دوستی شده‌است.